# Ars longa, vita brevis

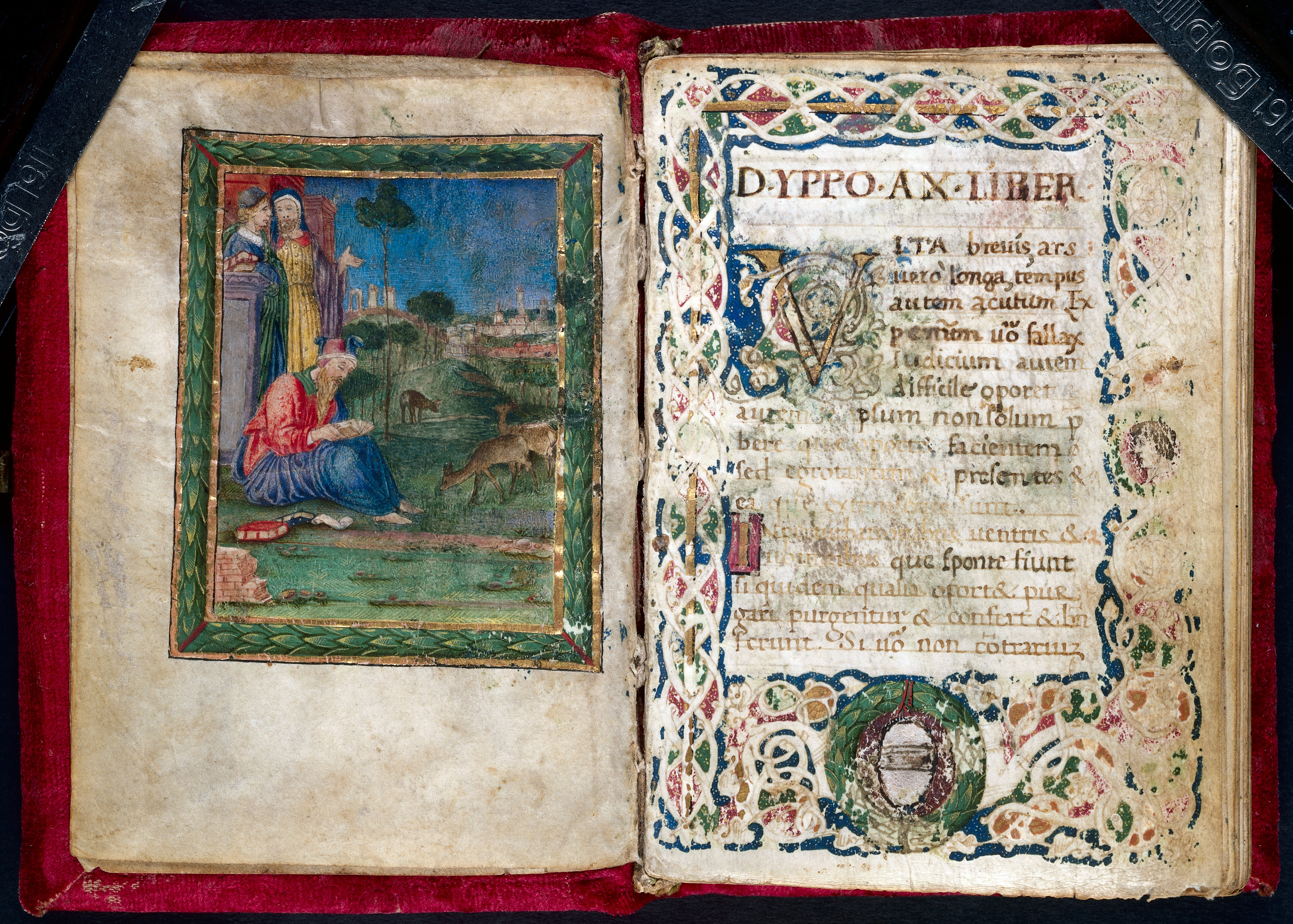
Full d'un manuscrit que conté el text Vita brevis, ars vero longa. La fotografia mostra un mestre en la càtedra exposant els aforismes d'Hipòcrates.

«Ars longa, vita brevis» és una cita llatina d'Hipòcrates que significa «l'art [el coneixement, l'habilitat, la destresa] és llarg [d'aprendre], però la vida és breu». Aquesta expressió s'empra per indicar que qualsevol tasca important requereix molt esforç i dedicació, però la vida de qui l'emprèn és curta.
La frase completa és «Vita brevis, ars longa, occasio praeceps, experimentum periculosum, iudicium difficile» / «La doctrina és llarga; la vida, breu; l'ocasió, fugaç; l'experiència, insegura; el judici, difícil...».
No obstant això, es tracta d'una traducció llatina de l'original grec (Hipòcrates, Aforismes, I, 1): «Ὁ βίος βραχὺς, ἡ δὲ τέχνη μακρὴ, ὁ δὲ καιρὸς ὀξὺς, ἡ δὲ πεῖρα σφαλερὴ, ἡ δὲ κρίσις χαλεπή». El paràgraf conclou: «δεῖ δὲ οὐ μόνον ἑωυτὸν παρέχειν τὰ δέοντα ποιεῦντα, ἀλλὰ καὶ τὸν νοσέοντα, καὶ τοὺς παρεόντας, καὶ τὰ ἔξωθεν». / «No n'hi ha prou que el metge faci per la seva banda quant ha de fer si, d'altra banda, no concorren al mateix propòsit els assistents i altres circumstàncies exteriors».
Sèneca, en el seu De brevitate vitae (I, 1), cita la frase com a l'exclamació del màxim dels metges (és a dir, d'Hipócrates): «Inde illa maximi medicorum exclamatio est: “vitam brevem esse, longam artem”».